# Operação Zeta
A Operação Zeta foi uma acção militar concertada entre o comando do sector militar de Mueda, o comando das tropas pára-quedistas e a Força Aérea Portuguesa, durante a Guerra Colonial Portuguesa em Moçambique. Teve lugar entre 6 e 11 de Junho de 1969, no Pântano Malambuage, uma região alagadiça na margem sul do rio Rovuma, na actual província de Cabo Delgado.
Mais de duzentos pára-quedistas saltaram sobre o Pântano Malambuage, surpreenderam e tomaram de assalto os redutos da FRELIMO; abateram várias dezenas de guerrilheiros durante os combates mais renhidos, apreenderam grandes quantidades de material de guerra e cercaram toda a zona dos acantonamentos do inimigo. Durante três dias, os pára-quedistas consolidaram as posições dominantes, bateram o terreno entre o rio Rovuma e a Base Limpopo, em Balade, a sul do pântano, pesquisaram e levantaram minas e armadilhas da FRELIMO, fizeram as ligações aos grupos de combate do Exército que cercavam a zona em forma de tampão a Sul, a Leste e a Oeste do rio Rovuma. Nesses dias de intensa labuta, uma companhia de Comandos tomou o acampamento logístico aos guerrilheiros, a Sul do pântano.  As duas Companhias do Exército, a C. Cav. 2376 de Nangade bateu as brenhas junto do lago Lidede e vale do rio Nange e assaltou um hospital dos guerrilheiros, recolhendo diverso material de guerra e documentos, capturaram elementos inimigos e da população de apoio.  A outra Companhia do Exército, a C. Cav. 2375 de Mocimboa do Rovuma, bateu as terras a oeste do pântano e ajudou os pára-quedistas a recolher o material de salto.
Durante toda a operação Zeta, o apoio aéreo foi importante, tendo participado uma Dornier 27 no comando operacional, um helicóptero armado de metralhadoras pesadas, oito aviões T6 de ataque aos grupos inimigos que tentavam escapar ao cerco, dois aviões bombardeiros PV2, quatro aviões Nordatlas e três Dakotas no lançamento dos pára-quedistas. A acção de bombardeamento aos grupos fugitivos ajudou a amolecer o ímpeto combativo dos guerrilheiros e cortou-lhes as linhas de fuga.
Pela minuciosa recolha de informações, cuidadosamente testadas, e o consequente secretismo no planeamento em muito curto prazo, a Operação ZETA é uma das mais importantes missões  militares realizadas em Moçambique. Os resultados atestam o sucesso das nossas tropas, cuja coordenação excedeu as melhores perspectivas, atendendo à impossibilidade de acesso a uma zona controlada pelo inimigo e às distâncias de qualquer ponto de apoio sem ser apeado.
O Comandante do Batalhão de Caçadores Pára-quedistas 32, sedeado em Nacala, teve a seu cargo a coordenação de todas as Tropas em acção, especialmente o apoio aéreo, os precursores da balizagem, os meios de recolha dos para-quedas, a logística para as colunas auto que recolheram o pessoal e o material apreendido. Os pára-quedistas empenhados nas acções que culminou nesta operação pertenciam ao BCP32 e ao BCP31. A sua elevada mobilidade permitiu infligir uma estrondosa derrota aos guerrilheiros, desarticulando as suas linhas de infiltração a partir das bases na Tanzânia, nomeadamente do comando logístico de Nachingwea e do pessoal operacional vindo do centro de treino em Mtwara, utilizando a estrada de Mahuta a Newala, a norte do rio Rovuma. Era impressionante a quantidade de picadas, trilhos e esconderijos dissimulados e espalhados numa área superior a vinte campos de futebol, na maior parte, em direcção ao local de travessia do rio, para a estrada que liga ao interior da Tanzânia.    

## Material apreendido
A acção conjunta de cerca de 680 homens determinados, pouco mais de uma dúzia de aviões e quatro dezenas de viaturas chegou para desbaratar mais de duas centenas de guerrilheiros, destruindo os seus abrigos, desmantelando os acampamentos de apoio logístico, queimando os víveres e celeiros e escorraçando os galináceos e cabritos para o mato. Mas, alguns pára-quedistas mais “habilidosos”, conseguem “iludir” as vistas dos chefes (guardando dentro dos camuflados e nas mochilas) e, no sossego do último dia, apresentam umas dezenas de galinhas para o churrasco colectivo; é que, depois do revés sofrido pelo inimigo, nada mais havia a temer nesta paz do diabo.
Além da preciosa documentação sobre a orgânica da Frelimo, foram apreendidos mais de 7.600 kg de valioso material de guerra, bicicletas e meios de passagem através do rio Rovuma.” 
Pelas Tropas Pára-quedistas
- 1723 granadas de morteiro 82mm;
- 2 morteiros 82mm completos e peças de outros;
- 182 espingardas Simonov e 200.700 cartuchos;
- 1 metralhadora pesada e 6 metralhadoras ligeiras;
- 63 granadas de mão e 21 armadilhas de itinerários;
- diversos equipamentos.

Pelas tropas do Exército C.Cav.2376 de Nangade e C.Cav.2375 de Mocimboa do Rovuma, especialmente pelos Comandos
- 97 espingardas semi-automáticas e 18.200 cartuchos;
- 8 espingardas automáticas PPSH;
- 1 morteiro 82mm e 93 granadas de morteiro;
- 5 metralhadoras pesadas;
- dezenas de minas e armadilhas;
- diversas granadas defensivas;
- fardamento e diverso material de campanha.

## Outros meios de acção
Outros meios em acção:
- Sete aviões de transporte (4 Nordatlas e 3 Dakotas)
- Dez aviões de combate (8 T-6 ligeiros e 2 PV2 pesados)
- Uma Dornier DO27, no comando operacional
- Um “Heli-canhão” com metralhadora pesada
- Mais de trinta condutores-auto